# カラーズ (エリック・サーデの曲)
「カラーズ」(Colors)は、2016年3月18日に発売されたスウェーデンの歌手エリック・サーデのシングル。

## 概要
マンドゥ・ディアオの元メンバーを制作陣に迎え、エリック・サーデ第二章のスタートとして発売されたシングル。

## 収録曲
音楽配信
1. Colors [3:20]